# موسوعة أعلام اليمن
موسوعة أعلام اليمن ومؤلفيه هي عمل موسوعي للباحث والكاتب اليمني عبد الولي الشميري، والفريق المعاون له من كل من «مؤسسة الإبداع للثقافة والآداب و الفنون» في صنعاء ومنتدى المثقف العربي في القاهرة. تتضمن الموسوعة الألالف من أعلام اليمن القدامى والمعاصرين في مختلف التخصصات، من الساسة والحكام والقادة والعلماء والمؤلفين والمبرزين في نواح مختلفة.
استغرق العمل على الموسوعة أكثر من عقدين من الزمن وصدرت في نسخة إلكترونية وأخرى ورقية في عشرين مجلدا.

## وصلات خارجية
- موقع موسوعة أعلام اليمن
- موقع مؤسسة الإبداع للثقافة والآداب
- الموقع الشخصي للمؤلف عبد الولي الشميري